# NXT Heatwave (2022)
NXT Heatwave – specjalny odcinek cotygodniowego programu NXT. Odbył się 16 sierpnia 2022 w WWE Performance Center w Orlando w stanie Floryda. Emisja była przeprowadzana na żywo za pośrednictwem USA Network.
W odcinku odbyło się pięć walk. W walce wieczoru, Bron Breakker pokonał JD McDonaugha i obronił NXT Championship. W innych ważnych walkach, Mandy Rose pokonała Zoey Stark i zachowała NXT Women’s Championship, Carmelo Hayes pokonał Giovanniego Vinciego zachowując NXT North American Championship oraz Tony D’Angelo pokonał Santosa Escobara w Street Fightcie, który zbanował Escobara z NXT.

## Produkcja i rywalizacje
NXT Heatwave oferowało walki profesjonalnego wrestlingu z udziałem wrestlerów należących do brandu NXT. Wyreżyserowane rywalizacje (storyline’y) były kreowane podczas cotygodniowych gal NXT. Wrestlerzy są przedstawieni jako heele (negatywni, źli zawodnicy i najczęściej wrogowie publiki) i face’owie (pozytywni, dobrzy i najczęściej ulubieńcy publiki), którzy rywalizują pomiędzy sobą w seriach walk mających budować napięcie. Kulminacją rywalizacji jest walka wrestlerska lub ich seria.

### Bron Breakker vs. JD McDonaugh
Na NXT: The Great American Bash 5 lipca, po udanej obronie NXT Championship przez Brona Breakkera, został zaatakowany i przerzucony przez stół przez JD McDonagha. 2 sierpnia na odcinku NXT, Breakker i McDonagh podpisali kontrakt na walkę na Heatwave, przy czym ten ostatni podpisał go swoją krwią.

### Mandy Rose vs. Zoey Stark
19 lipca na odcinku NXT, Zoey Stark, w swoim pierwszym występie od czasu kontuzji w listopadzie 2021 roku, wygrała Battle Royal z udziałem 20 kobiet i została pretendentką do NXT Women’s Championship Mandy Rose. W następnym tygodniu zaplanowano walkę na Heatwave.

### Roxanne Perez vs. Cora Jade
Po tym, jak Cora Jade i Roxanne Perez wygrały NXT Women’s Tag Team Championship na The Great American Bash, Perez wykorzystała swój kontrakt z kobiecego turnieju NXT Breakout na walkę z Mandy Rose o mistrzostwo kobiet NXT. Walkę zaplanowano na 12 lipca na odcinku NXT, ale Perez nie udało się zdobyć tytułu z powodu zdrady Jade. W następnym tygodniu, Jade oświadczyła, że jej przyjaźń z Perez dobiegła końca, zanim wyrzuciła swój pas tytułowy do kosza na śmieci. Doprowadziło to do zwakowania NXT Women’s Tag Team Championship i Fatal 4-Way Tag Team Elimination matchu o zwakowane tytuły zaplanowanego na odcinek NXT z 2 sierpnia. Na odcinku z 9 sierpnia, Jade przegrała walkę po interwencji Perez, która później zaatakowała Jade kijem do kendo. Później tej nocy, walka pomiędzy Jade i Perez została oficjalnie ogłoszony na Heatwave.

### Tony D’Angelo vs. Santos Escobar
Wiosną 2022 roku, Legado Del Fantasma (Santos Escobar, Cruz Del Toro, Elektra Lopez i Joaquin Wilde) rozpoczeli feud z The D’Angelo Family (Tony D’Angelo, Channing "Stacks" Lorenzo, and Troy "Two Dimes" Donovan). Doprowadziło to do Six-man Tag Team matchu na In Your House 4 czerwca, w którym D’Angelo Family wygrało, w wyniku czego Legado Del Fantasma dołączyli do stajni The D’Angelo Family. Gdy Legado dołączyło do rodziny D’Angelo, towarzyszyli sobie podczas walk, w których zwykle przegrywali. 21 czerwca na odcinku NXT, Escobar kosztował D’Angelo jego walkę o NXT North American Championship. Na The Great American Bash, D’Angelo ujawnił, że Escobar był hospitalizowany, a pozostali członkowie Legado rozpoczęli współpracę z rodziną D’Angelo. Escobar powrócił 2 sierpnia na odcinku NXT, gdzie kosztował D’Angelo i Lorenzo ich walkę o NXT Tag Team Championship, sygnalizując koniec ich sojuszu. W następnym tygodniu, D’Angelo i Escobar odbyli ostatnie spotkanie, na którym zgodzili się na Street Fight na Heatwave, z zastrzeżeniem, że jeśli D’Angelo wygra, Escobar i reszta Legado zostaną zbanowani z NXT, ale jeśli Escobar wygra, Legado uwolniłoby się od Rodziny D’Angelo.

### Carmelo Hayes vs. Giovanni Vinci
2 sierpnia na odcinku NXT, Carmelo Hayes rzucił otwarte wyzwanie o NXT North American Championship. Giovanni Vinci przyjął wyzwanie, ale został zaatakowany przez Nathana Frazera, który sam odpowiedział na wyzwanie. Hayes obronił tytuł po interwencji Vinciego. W następnym tygodniu, na Heatwave zaplanowano walkę pomiędzy Vincim i Hayesem o tytuł.

## Wyniki walk
| Nr                                 | Wyniki | Stypulacje | Czas  |
| ---------------------------------- | --- | --- | ----- |
| 1                                  | Carmelo Hayes (c) (z Trick Williamsem) pokonał Giovanniego Vinciego poprzez pinfall                                                         | Singles match o NXT North American Championship | 11:56 |
| 2                                  | Cora Jade pokonała Roxanne Perez poprzez pinfall                                                                                            | Singles match | 11:41 |
| 3                                  | Tony D’Angelo (z Channingiem "Stacks" Lorenzo) pokonał Santosa Escobara (z Joaquinem Wildem, Cruz Del Toro i Elektrą Lopez) poprzez pinfall | Street Fight Jeśli D’Angelo wygra, Escobar zostanie zbanowany z NXT. Jeśli Escobar wygra, Legado del Fantasma będzie wolne od The D’Angelo Family. | 12:44 |
| 4                                  | Mandy Rose (c) (z Toxic Attraction (Gigi Dolin i Jacy Jayne)) pokonała Zoey Stark poprzez pinfall                                           | Singles match o NXT Women’s Championship | 11:26 |
| 5                                  | Bron Breakker pokonał JD McDonaugha poprzez pinfall                                                                                         | Singles match o NXT Championship | 13:17 |
| (c) – mistrz/mistrzyni przed walką | | |       |